# St. Hubertus (Wimbach)

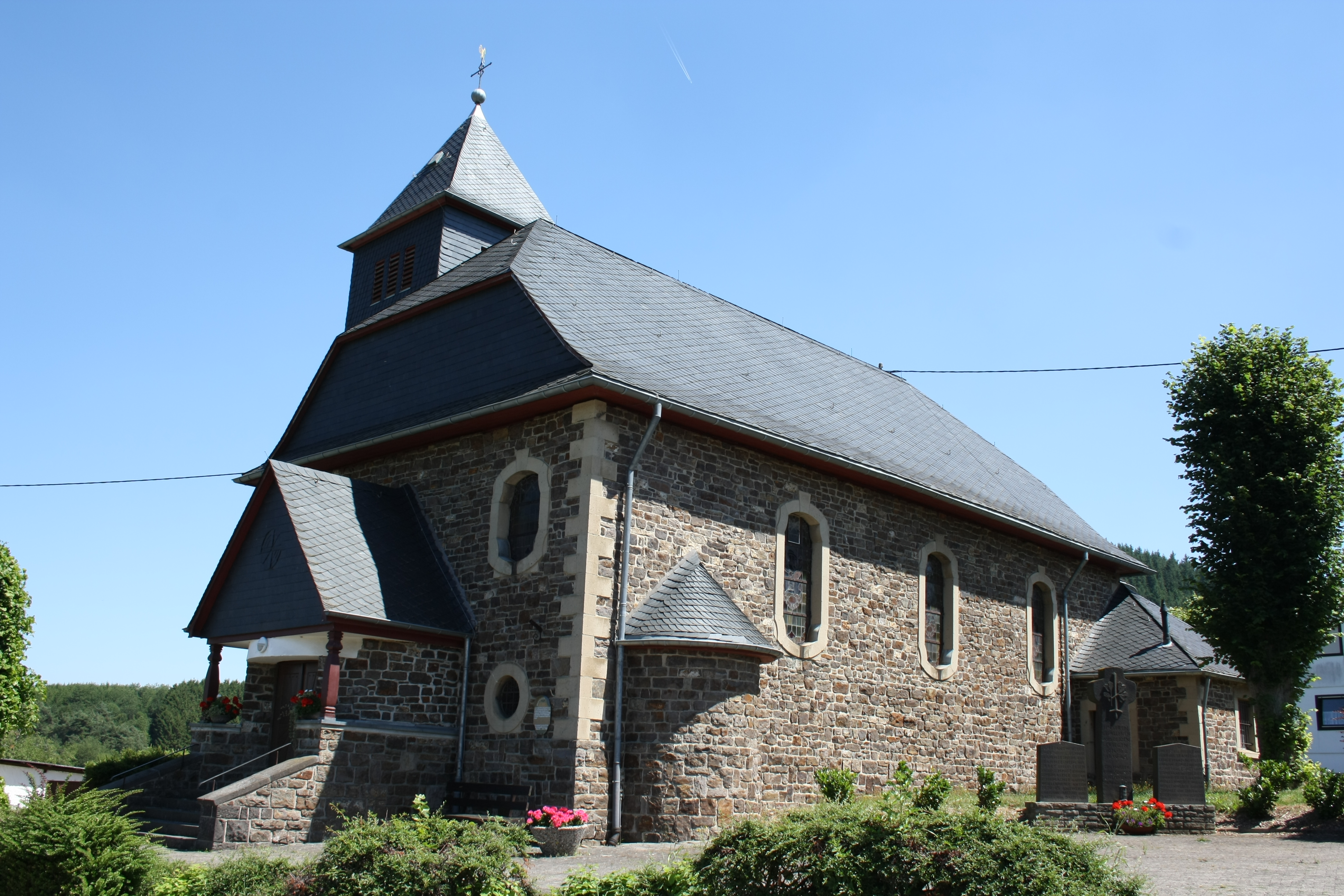
Kirche St. Hubertus in Wimbach

Die katholische Filialkirche St. Hubertus in Wimbach, einer Ortsgemeinde im Landkreis Ahrweiler in Rheinland-Pfalz, wurde von 1923 bis 1926 errichtet und befindet sich an der Hauptstraße. 

## Geschichte
Der Vorgängerbau der heute denkmalgeschützten Kirche, eine mitten im Dorf befindliche Kapelle, wurde 1820 errichtet und 1926 abgebrochen. Aus dieser Kapelle wurde der Altaraufsatz aus dem 17. Jahrhundert in der neuen Kirche aufgestellt. Er besitzt Doppelsäulen mit verkröpftem Gebälk und Engelsköpfen. In der Mitte steht eine Holzskulptur des heiligen Hubertus, dem gemeinsam mit dem heiligen Josef die Kirche geweiht ist.
Die Glocken aus der ehemaligen Kapelle wurden ebenso übernommen und im Turm, der  mit seiner Höhe von 25 Metern mächtig neben der Kirche steht, eingebaut. Das vierseitige Dach des Turmes und das Walmdach des aus Bruchstein gemauerten Saalbaus sind aus heimischem Schiefer gedeckt. Das Portal ist dem Haupthaus vorgesetzt und mit einem hohen Giebeldach versehen.
In der Kirche befinden sich Reliquien des heiligen Ludwig und ein Missionskreuz, das an die Mission von 1922 erinnert. Der etwa 20 Meter lange und 8 Meter breite Bau konnte nur durch Spenden und mit Eigenleistungen der Dorfbewohner finanziert werden und sollte für die wachsende Einwohnerzahl auch in Zukunft ausreichen.